# Теннантит

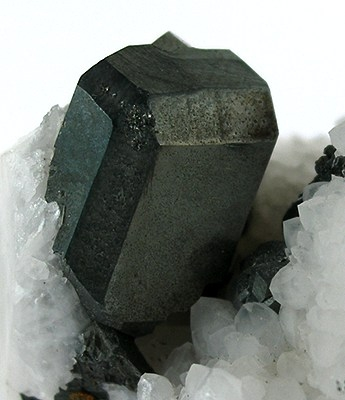
Теннантит і кварц

Теннантит, тенантит (рос. теннантит; англ. tennantite; нім. Tennantit m) — мінерал, складний сульфід (сульфосіль) міді острівної будови. Крайній арсеновий член ізоморфного ряду тетраедрит — теннантит, групи бляклих руд. Група тетраедритів.
Синоніми — арсенова блякла руда, регноліт, фредрикіт, фредрицит (фредерицит), енаргіт зелений, еритроконіт, бінніт, юліаніт.

## Етимологія та історія
Руди міді були відомі ще в давнину, але науково вивчені й описані лише в середні віки Георгій Агрікола. Мінерал теннантит відкрито в 1819 році у Корнуоллі, Англія і названо на честь англійського хіміка Смітсона Теннанта (1761—1815) з Оксфорда, Англія.
Синонімічна назва мінералу — бінніт (Binnit) застосовується для великих кристалів тенантиту, знайдених в долині Біннталь у Швейцарії.
Позначення «юліаніт» дав американський геолог, мінералог Джеймс Дуайт Дана (1813—1895) у 1892 році.

## Загальний опис
Хімічна формула:
- 1. За Є. К. Лазеренком: Cu12As4S13.
- 2. За К.Фреєм і за «Fleischer's Glossary» (2018): (Cu, Fe)12As4S13.
- 3. За Гуго Штрунцем Cu12[S|(AsS3)4][6]

Містить (%): Cu — 51,57; As — 20,26; S — 28,17. Домішки Fe, Zn, Ag, Hg, Co, Pb.
Сингонія кубічна. Гексоктаедричний вид. Структура каркасна. Форми виділення: тетраедричні кристали, іноді паралельні групи кристалів, масивні, грубо- та тонкозернисті і щільні аґреґати. Двійники проростання. Спайність відсутня. Густина 4,6—5,2. Тв. 3,0—5,0. Крихкий. Колір сталево-сірий до сіро-чорного, у порошку червонувато-сірий з вишневим відтінком. Риса — сталево-сіра з вишнево-червоним відтінком. Блиск на свіжому зламі металічний. Злам раковистий, нерівний. Непрозорий. 
Поширений мінерал гідротермальних колчеданових мідних та поліметалічних родовищ. Рідше утворюється метасоматичним шляхом за рахунок бісмуту. Присутній у гідротермальних жилах і контактних метаморфічних відкладеннях.
Асоціація: Cu–Pb–Zn–Ag сульфіди та сульфосолі, пірит, кальцит, доломіт, сидерит, барит,
флюорит, кварц, тетраедрит, каситерит, арсенопірит.
Флотується разом з іншими сульфідами.

## Розповсюдження
В Англії, в Корнуоллі, у Польщі, Сілезія, Швейцарії з кар'єру Ленгенбах,
Біннталь, Вале,  Казахстані, Джезказган, у США, штати Колорадо, Монтана, у Мексиці, Консепсьйон-дель-Оро, штат Сакатекас, дистрикти Марокоча і
Кірувілька, Перу, провінція О'Хіггінс, Чилі. 
Крім того: Гарц, Фрайберг, Саксонія (ФРН), Ельзас (Франція), Алтай, Урал (РФ), Тіпперері (графство), Ірландія. 
В Україні знайдений у Подніпров'ї.

## Різновиди
Розрізняють:
- теннантит бісмутистий (анівіт і ріоніт — різновид теннантиту, який містить до 6 % Bi; блякла бісмутова руда);
- теннантит залізистий, феротеннантит (регноліт — різновид теннантиту, який містить до 11 % Fe);
- теннантит сріблистий, арґентотенантит (фредрикіт, фредрицит — різновид теннантиту, який містить до 14 % Ag);
- теннантит срібло-цинковистий (бінніт — різновид теннантиту з вмістом до 1,5 % Ag і до 8 % Zn);
- теннантит цинковистий (зандберґерит, медзянкіт, регноліт — різновид теннантиту з вмістом до 4-9 % Zn).